# Emil Lehmann
Emil Lehmann (18. listopadu 1880, Trnovany u Teplic – 22. srpna 1964, Drážďany), byl středoškolský profesor, sudetoněmecký folklorista a etnograf, posléze jeden z vůdčích představitelů politického nacionalismu Sudetských Němců.

## Pedagogická a politická kariéra
Emil Lehmann vystudoval germanistiku, národopis i filozofii v Praze, Heidelbergu a Berlíně. Následně začal působit jako středoškolský učitel. Byl činný v Liberci, v Ústí nad Labem, především však po řadu let působil na gymnáziu v Lanškrouně (v letech 1908–1922 a 1926–1929).
Lehmann byl neobyčejně pilným badatelem a plodným autorem, takže rychle vstoupil do povědomí v celých Sudetech. Některé jeho práce jsou dodnes cenným zdrojem informací o životě českých Němců v 18. a 19. století v českém pohraničí. S velkým zaujetím mapoval vlastivědu Hřebečska. Působil jako osvětový pracovník a redaktor. V Lanškrouně založil spolek pro vlastenecké bádání a vzdělávání, vydával díla J. M. Marciho a vedl edici Lanškrounské vlastenecké knihovny. Tiskem zde mimo jiné vydal dodnes ceněnou sbírku rodinných vzpomínek Josefa Benoniho.
Během let se Lehmann začal angažovat i v politice, čímž se význam jeho původně vzdělávacích aktivit začal posouvat do roviny ideologické a politické. Stal se bojovným německým národovcem. Národopisný výzkum sudetských Němců se pak v jeho pojetí logicky změnil ve zbraň, kterou používal k obhajobě svých čím dál radikálnějších názorů na sebeurčení Němců v českém pohraničí.
V roce 1935 byl Lehmann za svou proněmeckou propagandu stíhán československými úřady a odsouzen k jednomu roku žaláře. Před postihem ale uprchl do nacistického Německa. V následujících letech působil v Drážďanech jako čestný profesor folkloristiky. V učitelské dráze a veřejné národovecké činnosti pak pokračoval i během války.
Po roce 1945 žil v NDR. Mnohá jeho díla, jimiž do té doby obhajoval právo německého národa na jeho rozpínavost, nemohla být vydávána ani šířena. Veřejně se už příliš neangažoval. Zemřel v Drážďanech v roce 1964.

## Publikace (výběr prací z počátku 20. let)
- Deutschösterreich in Mitteleuropa. Prag : Im eigenen Verlage des Vereines, 1917.
- Landskroner Hauspforten. Mährisch-Trübau : Museum, 1918.
- Landskroner Heimatbuch. Landskron : J. Czerny, 1920.
- Landskroner Gemeindenbuch. Landskron : Josef Czerny, 1920.
- Deutsches Lesebuch für die deutschen Mittelschulen der tschecho-slowakischen Republik. Bd. 1–8, Für die fünfte Klasse der Mädchenlyzeen. Reichenberg : Stiepel, 1920–1922.
- Der Sudetendeutsche. Eine Gesamtbetrachtung. Potsdam : Weiße Ritter Verlag, 1925.